# Steep (videójáték)
A Steep (stilizlva StEEP) extrémsport-videójáték, melyet a Ubisoft Annecy fejlesztett és a Ubisoft jelentetett meg. A játék 2016. december 2-án jelent meg világszerte Microsoft Windows, PlayStation 4 és Xbox One platformokra. A játék nagy hangsúlyt fektet az interneten keresztüli többjátékos módra, játékmenete a többi internetes játékossal való különböző télisportokban szereplő kihívások teljesítése körül épül fel.

## Játékmenet
A Steep extrémsportjáték az Alpok és a Denali hegységeken alapuló nyitott világú környezettel, melyet a játékosok szabadon bejárhatnak. A játék belső- és külsőnézetes perspektívából is játszható, melyek között a játékosok bármikor szabadon válthatnak. A játék belső nézetes kamerállását „GoPro-nézetnek” hívják, mivel az összes szereplő sisakjára van egy kamera erősítve. A játék négy fő tevékenysége a síelés, a szárnyasruha-repülés, a snowboardozás és a siklóernyőzés, melyeket letölthető tartalmak képében szánkózással, sugárhajtású szárnyasruha-repüléssel, ski glidinggal és bázisugrással egészítettek ki. A játékosok ezen tevékenységek között egy menükerék segítségével válthatnak.
A Steep onlineközpontú játék, melyben az összes játékos ugyanabban a játékvilágban jelenik meg, s közben egymással karöltve különböző sporttevékenységeket végezhetnek. A játékosok csak akkor ütközhetnek egymással, ha azt kifejezetten engedélyezték a beállításokban. A játékosok a környezet gyorsabb bejárását elősegítve használhatják a „hegynézet” módot, melyben a játék különböző „kidobási körletei” láthatóak. Ezek a zónák gyors utazási pontokként szolgálnak, melyek lehetőséget biztosítanak a játékosoknak arra, hogy a játék világának különböző részeire érjenek anélkül, hogy az odavezető távolságot ténylegesen megtennék. Számos különböző típusú verseny, kihívás és rejtett terület is van, melyek a világ bejárásával fedezhetőek fel és nyithatóak meg. A játékosoknak egy távcső is rendelkezésre áll, mellyel új helyszínek fedezhetőek fel.
A játékban egy trükkrendszer is szerepel, mely lehetőséget biztosít a játékosok számára, hogy speciális technikákat, így például síelés és snowboardozás közben fordulatokat és grabeket hajtsanak végre. A játékosok pontokat kapnak a trükközésért. A játékosok versenyeken elért teljesítményét érmekel díjazza a játék. Ha a játékos egy kihívás közben elesik, akkor akár azonnal elölről kezdheti azt, illetve a bukás során a játékos szereplőjére ható G erő is fel van tüntetve. Amikor a játékosok részt vesznek valamilyen extrémsport-tevékenységben, akkor az útjuk automatikusan rögzítésre kerül, melyet a hegynézet-módba való belépéssel lehet megtekinteni. A játékosok megállíthatják, visszatekerhetik és újra lejátszhatják a megtett útjukat, hogy képernyőképeket készítsenek belőle és összehasonlítsák a saját teljesítményüket más játékosokéval. A visszajátszások különböző közösségi hálózatokon keresztül is megoszthatóak. A játékosok a megtett útjukat kihívás képében megoszthatják a többi játékossal.
A játékban négy játékstílus van. A „felfedező” stílus feladata a világ bejárása és új kihívások és helyszínek felfedezése, a „szabad stílusú” pedig a trükkök precizitására ls pontosságára összpontosít. A „csontgyűjtő” játékstílus az abszurd trükkök kivitelezésért és a bukásokért jutalmazza a játékost. Az utolsó játékstílus, a „szabadúszó” az előző három stílus keveréke, amelyben a játékosok a világ bejárásáért, pontos trükkök kivitelezésért és a veszélyes trükkök végrehajtásárt kapnak pontokat.

## Fejlesztés
A játékot a Ubisoft Annecy francia stúdió fejlesztette, mely korábban az Assassin’s Creed franchise többjátékos módjain munkálkodott, illetve a Tom Clancy’s The Division fejlesztésében is segédkezett. A játék társfejlesztői voltak a Ubisoft kijevi és montpellieri irodái. A Steep volt a Ubisoft Annecy első saját játéka. A játék fejlesztése 2013 végén indult meg. A koncepciót a fejlesztő Alpokhoz való közelsége, illetve egy másik Ubisoft-játék, a Tom Clancy’s Ghost Recon Wildlands inspirálta, melyben a nagy nyitott világ arra kényszerítette a Ubisoft Paris fejlesztőit, hogy olyan utazási módokat ültessenek át mint a siklóernyőzés. A Trials sorozat is hatással volt a játék tervezésére. A Ubisoftot kezdetben nem győzte meg a fejlesztőcsapat, azonban később szabad utat adtak a projekt fejlesztésének, elsősorban a YouTube videomegosztó weboldalon való extrémsportvideók népszerűségének hála. A fejlesztőket a Skate 3 gördeszkázós játék videókészítők Let’s Play-tartalmainak köszönhető megújult népszerűsége is inspirálta. Igor Manceau, a játék fejlesztője szerint a csapat azért mutatta be a projektet a Ubisoftnak, mivel hitték, hogy a játék online felépítése és nyitott világú elemei újdonságnak számítanak a sportjátékok műfajában.
Manceau állítása szerint a játék „szenvedélyprojekt” és „természetes előrehaladás” volt a stúdió számára, és azt úgy tervezték, hogy az egyszerre az újoncok számára is hozzáférhető legyen, miközben a műfaj rajongóinak is elég komplexitást nyújt. A csapat együttműködött a sportiparral és számos síelő és extrémsport-atléta és szakértő véleményét kikérték, így többek között Louis Aikinsét, Kévin Rollandét, Sammy Luebke-ét és Horacio Llorensét is. A játék egyik promóciós kisfilmjének chile-i forgatása során Matilda Rapaport profi síelő egy hirtelen megindult lavinában életét vesztette.
2016 februárjában a Ubisoft bejelentette, hogy a 2017-es üzleti évben megjelentetett játékaik „többjátékos-központúak” lesznek, a Steepet pedig „nagy potenciálú”, erős online hangsúlyú projektnek írta le. A játékot a 2016-os Electronic Entertainment Expón, a Ubisoft sajtótájékoztatójának záró eseményeként mutatták be, mely egy előzetes videóból és egy játszható demóból állt. A játék megjelenése előtt egy nyílt bétatesztet is tartottak. A Steep 2016. december 2-án jelent meg Microsoft Windows, PlayStation 4 és Xbox One platformokra.
2017. január 12-én bejelentették, hogy a játéknak meg fog jelenni egy Nintendo Switch-átirata is, azonban 2018. augusztus 9-én bejelentették, hogy a Switch-változat fejlesztését leállították.
A játék megjelenése után nem sokkal egy ingyenes frissítés képében egy új régiót, az Alaszkai-hegységet adták hozzá a játékhoz. A játékhoz több letölthető tartalom is megjelent: a 2017. május 3-án megjelent Winterfest új sportágként hozzáadta a játékhoz a szánkózást, melyet a 2017. június 27-én kiadott Xtreme Packben a sugárhajtású szárnyasruha-repülés, a ski gliding és a bázisugrás követett. A Ubisoft a 2017-es Electronic Entertainment Expón Steep: Road to the Olympics címmel bejelentett egy téli olimpiai kiegészítőcsomagot, amely 2017. december 5-én jelent meg.

## Fogadtatás
| Összegzőoldal | Értékelés                              |
| ------------- | -------------------------------------- |
| Metacritic    | (PC) 72/100 (XONE) 72/100 (PS4) 71/100 |

| Szerző         | Értékelés |
| -------------- | --------- |
| Destructoid    | 6/10      |
| Edge           | 7/10      |
| EGM            | 6/10      |
| Game Informer  | 8,5/10    |
| GameRevolution | [ 35 ]    |
| GameSpot       | 7/10      |
| GamesRadar+    | [ 37 ]    |
| IGN            | 7,9/10    |
| Polygon        | 8/10      |

A Steep a Metacritic kritikaösszegző oldal adatai szerint megosztott kritikai fogadtatásban részesült; az Xbox One- és a Windows-változat 72/100-as, míg a PlayStation 4-verzió 71/100-as átlagpontszámon áll.

### Eladások
A játék az eladási listák huszonnegyedik helyen mutatkozott be az Egyesült Királyságban, míg Japánban a PlayStation 4-verzió a negyvenötödik helyen.